# Deckenmalerei

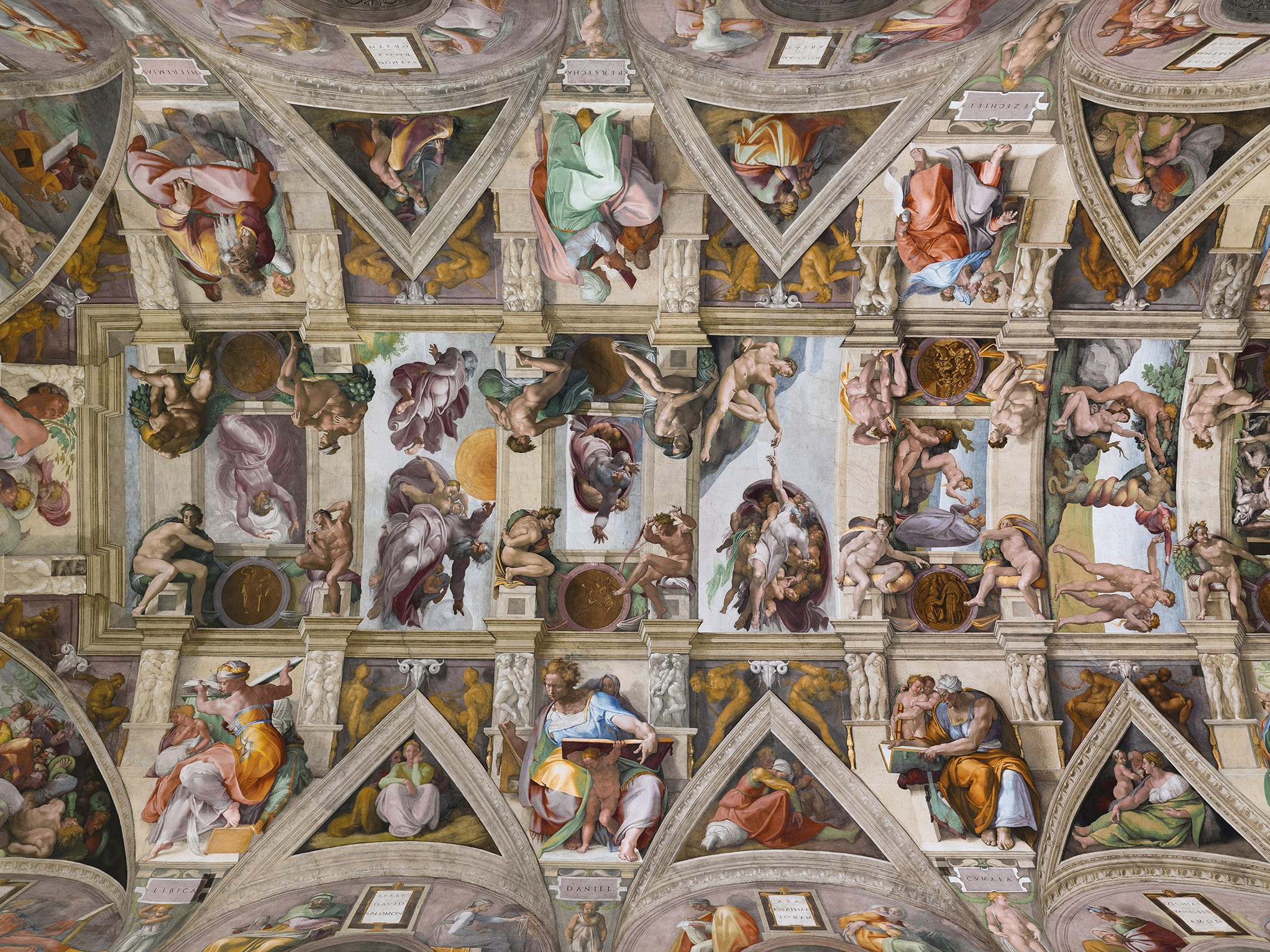
Michelangelo Buonarroti, Decke der Sixtinischen Kapelle

Unter Deckenmalerei (auch Deckengemälde, Deckenbild, Plafondmalerei) versteht man die Bemalung (Fassung) von Decken oder Gewölben in sakralen und profanen Innenräumen.

## Allgemeines
Die Deckenmalerei ist wie ihr Gegenstück auf vertikalen Flächen, die Wandmalerei, seit der Antike bekannt. Die Farben wurden in Ermangelung anderer ebenso haltbarer Farben bis ins 20. Jahrhundert vorwiegend in al fresco-Technik aufgetragen, bei der die Pigmente mit dem noch feuchten Putzuntergrund in einer chemischen Reaktion verkieseln und so für lange Zeit farbgetreu erhalten bleiben. Daneben wurden auch die Seccotechnik angewendet. Bei der Seccomalerei, auch Trockenmalerei genannt (vom italienischen al secco: aufs Trockene), handelt es sich um eine Technik, bei der die Farben auf das schon trockene Mauerwerk aufgebracht werden.
Im Mittelalter fanden vor allem Kalk-, Kasein- und Temperafarben Verwendung, später auch Öl- und Silikatfarben. Besonders in der Romanik (etwa 1000–1200 n. Chr.)  wurde am häufigsten in dieser Technik gearbeitet. Auch bei heutigen Ausführungen erfolgt der Farbauftrag fast ausschließlich al secco, wobei bevorzugt Acrylatfarben verwendet werden.
Zur Ausführung von Deckenfresken wurden für die Putzer und Maler Gerüste errichtet. Gearbeitet wurde in der Regel nach Schablonen oder 1:1 Vorlagen des Künstlers, die perforiert wurden, um mit farbigem Pulver die Konturen zu übertragen. Gearbeitet wurde in Tagwerken (= das an einem Tag vom Künstler zu schaffende Werk), das jeweils mit einer frischen Putzschicht vorbereitet wurde. Wenn der Künstler das Tagwerk nicht schaffte, musste die verbleibende Putzschicht am nächsten Tag abgeschlagen und neu aufgebracht werden.
Diese relativ umständliche Vorgehensweise wurde von vielen Malern als hinderlich angesehen und war Anlass für zahlreiche Versuche, die  Haltbarkeit mit neuen Farbmischungen zu verbessern.
Eine Zwischenstellung nehmen Bilder ein, die auf Holz oder Leinwand gemalt wurden, aber von vorneherein zur Anbringung an einer Decke bestimmt waren.

## Mittelalter

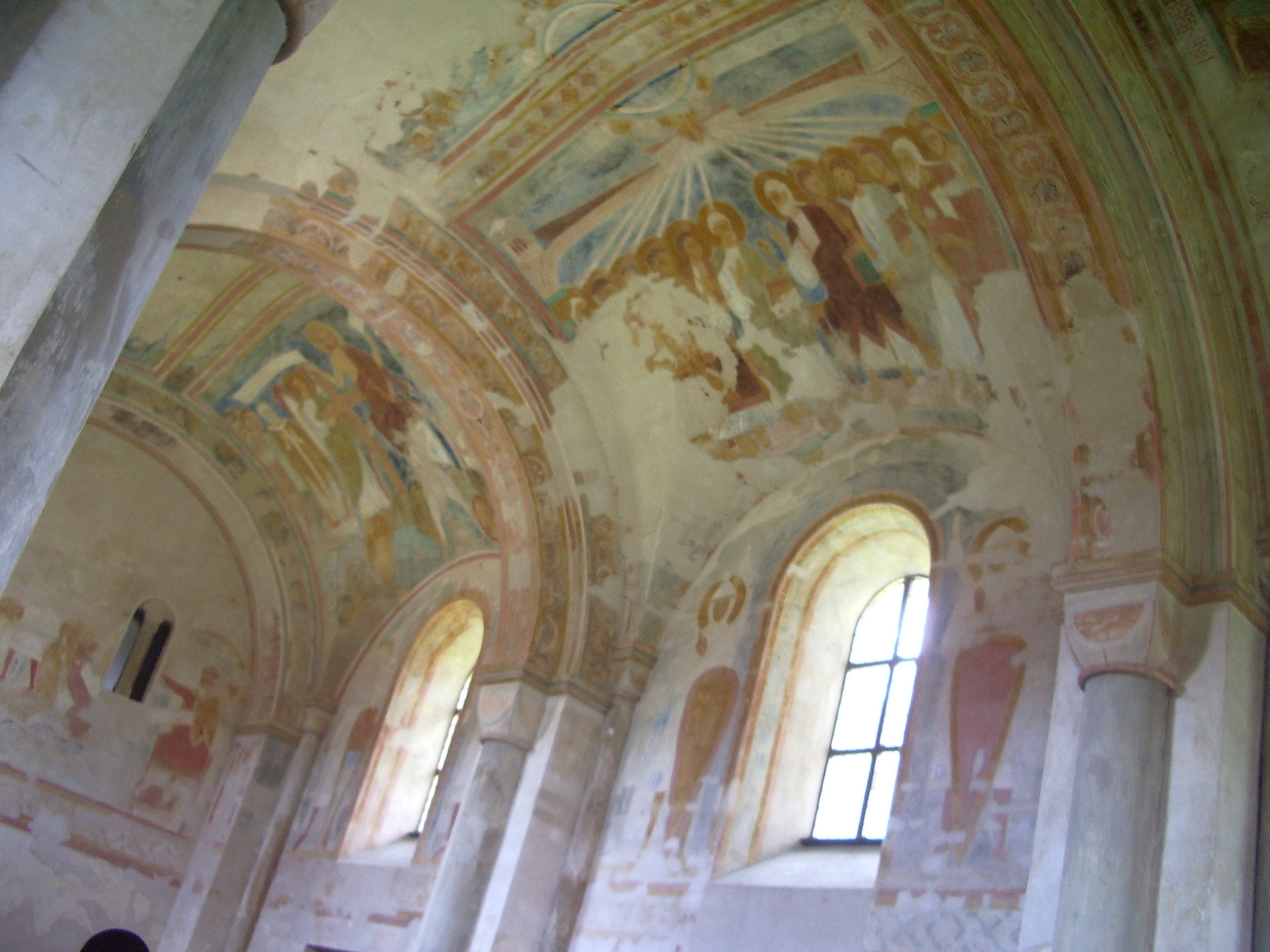
Beispiel für eine romanische Deckenmalerei in der Sigwardskirche (Idensen) (um 1130)

Im Mittelalter wurden zum Bemalen von Holzkassettendecken auch Tempera- und Ölfarben verwendet, während Malereien auf Putz in unterschiedlichen Mischtechniken aufgetragen wurden. Die üblichen Themen waren neben Erzählungen aus dem Alten und Neuen Testament auch florale und geometrische Ornamente, Wappen, Standessymbole, Planetendarstellungen, Tierallegorien u. ä. Die Darstellung der Objekte war nicht zentral-, sondern bedeutungsperspektivisch, flächig und bildparallel zur Decke.

## Renaissance

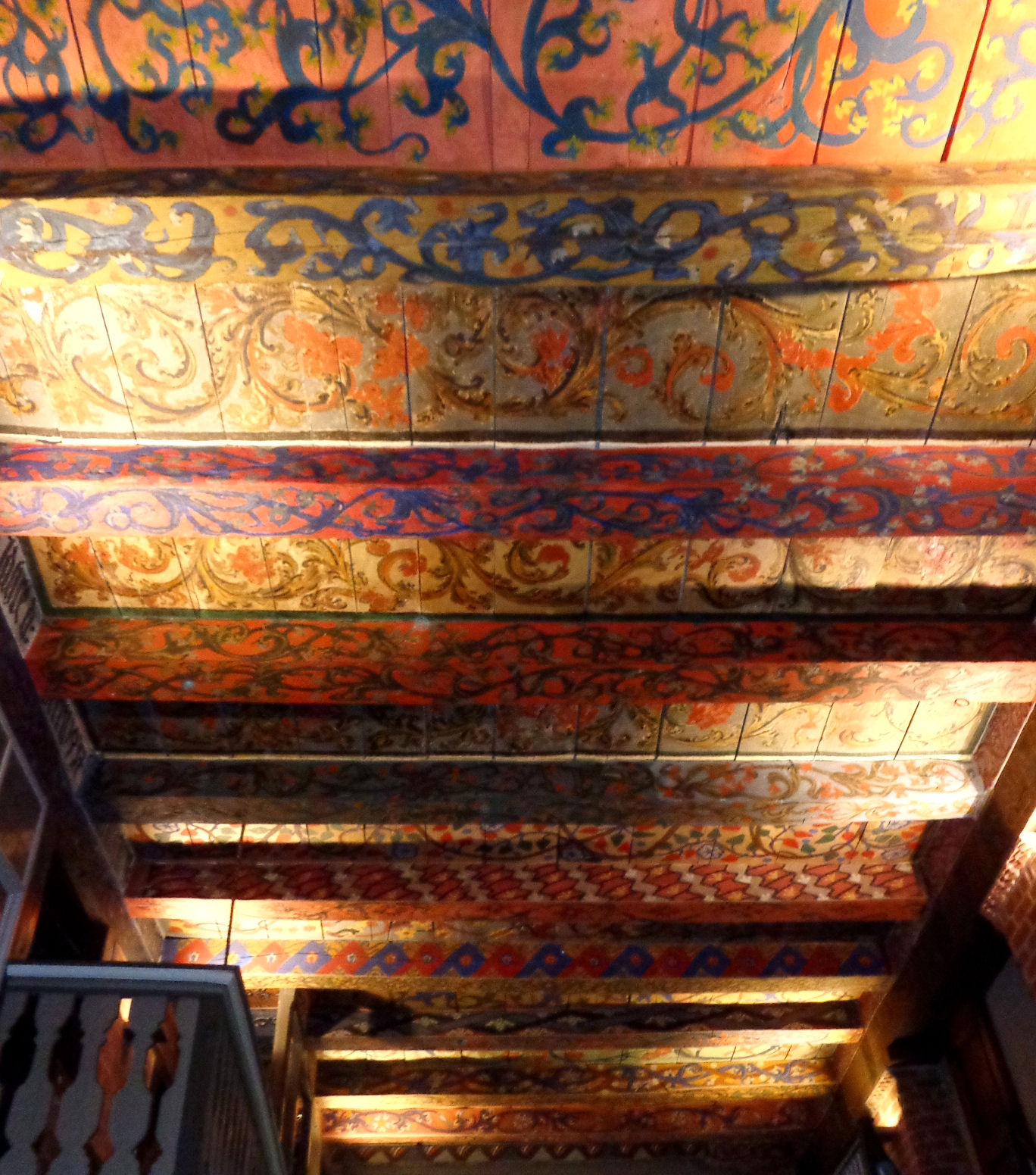
Brömsehaus in Lüneburg (17. Jahrhundert)

In der Renaissance begann die Blütezeit der Deckenmalerei auf gewölbten und architektonisch strukturierten Deckenflächen, die schließlich in der Barockzeit ihren Höhepunkt fand. Die seit Giotto di Bondone, Masaccio und Andrea Mantegna (Mantua, Palazzo Ducale) wiederentdeckte, durch Piero della Francesca mathematisch beschriebene und die großen Maler der italienischen Renaissance perfektionierte zentralperspektivische Darstellungsweise erlaubte den Künstlern die Konstruktion eines perfekten illusionistischen Bildraums. An den Decken barocker Kirchen mit ihren Apotheosen von Heiligen der katholischen Kirche entstanden phantastische Welten, die den Betrachter mit Staunen und Andacht erfüllen sollten. Die raumabschließende Wirkung der realen Decke schien aufgehoben, und der Blick des Betrachters wurde auf einen illusionistischen Raum jenseits der Decke gezogen (Trompe-l’œil). Ein Beispiel hierfür ist das Deckengemälde in der Marmorhalle im Melker Stift, eine Gemeinschaftsarbeit von Gaetano Fanti (Malerei der Scheinarchitektur) und Paul Troger (Malerei der Himmelsöffnung).
Diese Bilderfindung wurde für die Deckengemälde in Repräsentationsräumen fürstlicher Residenzen übernommen. Ein bedeutendes Beispiel ist das Deckenbild der Sala dei Cinquecento im florentinischen Palazzo Vecchio mit der sogenannten Apotheose des Herzogs Cosimo I. de’ Medici im zentralen Bildfeld. Dieser ist auf einem auf Wolken stehenden Thron sitzend dargestellt, gekleidet ist er in eine antike Rüstung, und von Flora wird er mit einem Diadem bekrönt.
Das wohl berühmteste Deckengemälde ist die von Michelangelo (Buonarroti) zwischen 1508 und 1512 im Auftrag von Papst Julius II. ausgemalte Decke der Sixtinischen Kapelle im Vatikan. Sie wurde am 1. November 1512 enthüllt und zeigt Szenen aus der Genesis auf insgesamt 520 m² mit 115 überlebensgroßen Figuren. Ein unzählige Male reproduzierter Ausschnitt aus „Die Erschaffung Adams“ zeigt Gottvater, der mit ausgestrecktem Finger Adam zum Leben erweckt. Michelangelos Bild gilt bis heute als Paradebeispiel für Deckenmalerei überhaupt.

## Frühe Neuzeit, Barock
Zu Beginn des 15. Jahrhunderts wird das illusionistische Deckenbild neu ausgebildet, wobei dieses zunächst durch Correggio aufgegriffen wird, der im Dom zu Parma (Kuppelausmalung, 1526) ein überlokales Beispiel dafür liefert. Etwa zeitgleich hierzu bringt Giulio Romano für Herzog Federico II Gonzaga im Palazzo del Te in Mantua im Sala di Psiche sein Deckenbild der Götterversammlung um Jupiter an, wobei die Malerei mit der Darstellung eines riesigen Gigantensturzes bis zum Besucher des Raumes hinabreicht.
Einige Zeit später (1621–25) bringt in Parma der Barock-Künstler Giovanni Lanfranco in Sant’ Andrea della Valle eine 'Glorie des Paradieses' als illusionistisches Deckengemälde an, 1643 dann auch in einer Kapelle im Dom zu Neapel. 1674 malt G. B. Gaulli in der Jesuitenkirche Il Gesu in Rom sein berühmtes Werk 'Triumph des Namens Jesu' in das überdimensionale Langhaustonnen-Gewölbe. Weiter erhält die Deckenmalerei durch Andrea Pozzo in Rom (S. Ignazius, 1688-94) einen ersten Höhepunkt im Hinblick auf den Illusionismus, der beispielgebend für ganz Europa werden sollte. Er fügt der Malerei eine Scheinarchitektur hinzu, die den Kirchenraum in die Kuppel illusionistisch fortführt und gleichzeitig die Gestaltung dem himmlischen Bildort zuweist, der durch Themen wie Mariae Himmelfahrt oder die Glorie (wieder aufgegriffen von Matthäus Günther, Rott am Inn, Benediktiner-Abteikirche, 1763) passend erscheint.
Ab 1700 erlebt die Deckenmalerei einen Höhepunkt, wobei in den übrigen europäischen Ländern die Decke den zentralen Bildort für die illusionistische Deckenmalerei einnimmt. Auch in Süddeutschland erhält die Decke im Werk des Tiepolo bei der Ausmalung des Treppenhauses 1752-53 in der Würzburger Residenz, oder mit Cosmas Damian Asam in vielen bedeutenden Kirchen (Kloster Weltenburg) einen zentralen Ort für die reichhaltige, malerische Dekorierung. Als Bildprogramm findet man, den Bauten entsprechend, entweder sakrale Themen, die das Leben des Kirchenpatrons zeigen unter Verwendung einem Hauptakteurbildes, oder es wird aus dem reichhaltigen Fundus der griechischen und römischen Mythologie geschöpft und den Herrscherattitüden angelobt. In den französischen Schlössern an der Loire oder bei Paris wird die Decke weniger als Malort gesehen (Spiegelsaal, Versailles, 1686), sondern es werden eher die außenseitige Wölbungen der Decke erwählt und die Bilder (hier: Charles Le Brun) in der Art von Tafelbildern erzählt und neben dem großen Hauptbild an der Decke weitere Bilder, die meist eine Historie erzählen, am Gewölberücken platziert ('quadri riportati'). Damit wird der illusionistischen Tendenz entgegengewirkt und ein Gleichwertigkeit der einzelnen Kunstgattungen (Malerei, Stuck, Plastik) im repräsentativen Raum erzeugt.

## Klassizismus, Historismus

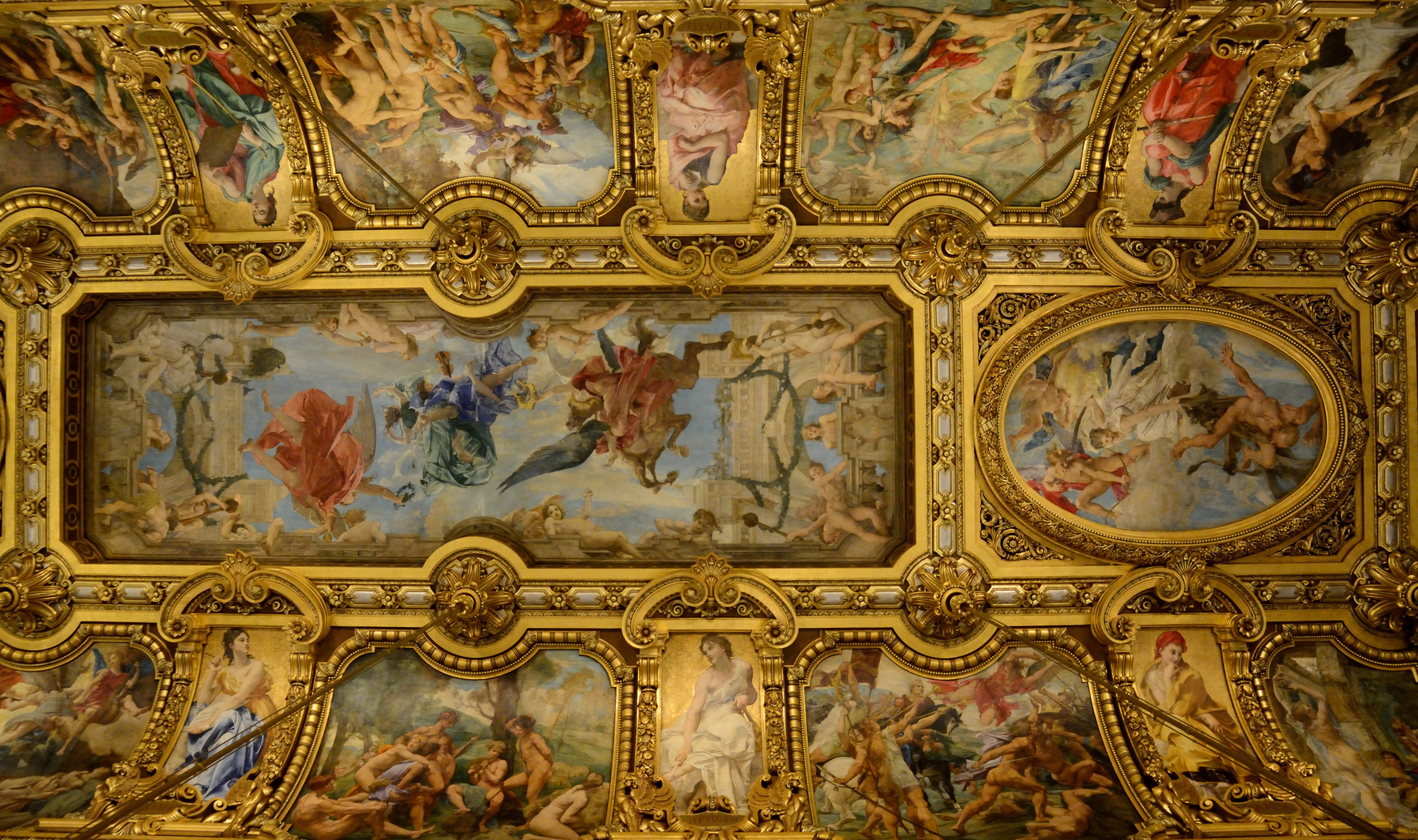
Decke des Grand Foyer in der Opéra Garnier in Paris (1875)

Im Gegensatz zum zeitgleichen Rokoko spielt die illusionistische Deckenmalerei im Klassizismus keine Rolle mehr. Beispielhaft ist hier das Parnassbild von Anton Raphael Mengs in der Villa Albani in Rom, in dem Mengs völlig auf eine illusionistische Raumerzeugung verzichtet.
Sakral- und Profanbauten des Historismus orientieren sich allerdings weiterhin an den Vorbildern von Renaissance und Barock, wie es die großen Opernhäuser des 19. Jahrhunderts in Paris, Wien oder die Dresdner Semperoper zeigen.